# Constance Harm
Juge Constance Harm est un personnage fictif de la série télévisée d'animation Les Simpson. 
Elle est une parodie du juge Judy. La juge Constance Harm est une juge très sévère. Elle a menotté Bart et Homer. Elle a refusé le divorce à Homer et Carmen et ordonné l'émancipation de Bart. Elle vit dans un bateau au 1, rue de l'Océan à Springfield avec son otarie. Elle est fan de Blue Öyster Cult. Lors de l'épisode Les parents trinquent, elle avoue par lapsus avoir anciennement été un homme.

## Apparitions
- Les parents trinquent (saison 13)
- Un homme et deux femmes (saison 13)
- Homer va le payer (saison 14)
- Marge, chauffeur de maître (saison 14)
- Fugue pour menottes à quatre mains (saison 15)
- Qui s'y frotte s'y pique (saison 16)
- Mariage plus vieux, mariage heureux (saison 18)
- Chef de cœur (saison 21)